# Siphonochalina
Siphonochalina är ett släkte av svampdjur. Siphonochalina ingår i familjen Callyspongiidae.
Kladogram enligt Catalogue of Life:
| Siphonochalina | \| \| Siphonochalina asterigena \| \| \| \| \| \| Siphonochalina balearica \| \| \| \| \| \| Siphonochalina coriacea \| \| \| \| \| \| Siphonochalina deficiens \| \| \| \| \| \| Siphonochalina expansa \| \| \| \| \| \| Siphonochalina fortis \| \| \| \| \| \| Siphonochalina intersepta \| \| \| \| \| \| Siphonochalina lyrata \| \| \| \| |
|                | \| \| Siphonochalina asterigena \| \| \| \| \| \| Siphonochalina balearica \| \| \| \| \| \| Siphonochalina coriacea \| \| \| \| \| \| Siphonochalina deficiens \| \| \| \| \| \| Siphonochalina expansa \| \| \| \| \| \| Siphonochalina fortis \| \| \| \| \| \| Siphonochalina intersepta \| \| \| \| \| \| Siphonochalina lyrata \| \| \| \| |
|                | Arenosclera |
|                | |
|                | Callyspongia |
|                | |
|                | Dactylia |
|                | |
|                | Siphonochalina asterigena |
|                | |
|                | Siphonochalina balearica |
|                | |
|                | Siphonochalina coriacea |
|                | |
|                | Siphonochalina deficiens |
|                | |
|                | Siphonochalina expansa |
|                | |
|                | Siphonochalina fortis |
|                | |
|                | Siphonochalina intersepta |
|                | |
|                | Siphonochalina lyrata |
|                | |

|  | Siphonochalina asterigena |
|  |                           |
|  | Siphonochalina balearica  |
|  |                           |
|  | Siphonochalina coriacea   |
|  |                           |
|  | Siphonochalina deficiens  |
|  |                           |
|  | Siphonochalina expansa    |
|  |                           |
|  | Siphonochalina fortis     |
|  |                           |
|  | Siphonochalina intersepta |
|  |                           |
|  | Siphonochalina lyrata     |
|  |                           |